# گلن (نیو همپشایر)
گلن (به انگلیسی: Glen) یک منطقهٔ مسکونی در ایالات متحده آمریکا است که در شهرستان کارول، نیوهمپشایر واقع شده‌است. گلن ۱۶۷٫۰۳ متر بالاتر از سطح دریا واقع شده‌است.